# Verdun (ancienne circonscription fédérale)
Pour les articles homonymes, voir Verdun (homonymie), Saint-Paul et La Salle.
Verdun, aussi connue sous le nom de Verdun—Saint-Paul et Verdun—La Salle, est une ancienne circonscription électorale fédérale du Québec, située sur l'île de Montréal. Elle a un droit de siège à la Chambre des communes du Canada de 1935 à 1997.
La circonscription de Verdun est créée en 1933 à partir des circonscriptions de Jacques-Cartier et de Sainte-Anne. Abolie en 1947, elle est redistribuée dans Jacques-Cartier et Verdun—La Salle.
Verdun—La Salle est abolie en 1952 et ses territoires redistribués dans la nouvelle circonscription de Verdun et la circonscription de Jacques-Cartier—Lasalle.
Verdun est renommée en Verdun—Saint-Paul en 1980. Elle est renommée en Verdun—Saint-Henri en 1996 et elle-même deviendra plus tard Jeanne-Le Ber.

## Géographie
La circonscription comprenait:
- La ville de Verdun, ainsi que les îles des Sœurs et aux Hérons
- Quelques fois la cité de LaSalle

## Députés
1. 1935-1940 — Edgard Jules Wermenlinger, Cons.
2. 1940-1954 — Paul-Émile Côté, PLC
3. 1954¹-1958 — Joseph Gérard Yves Leduc, PLC
4. 1958-1962 — Harold Edmond Monteith, PC
5. 1962-1976 — Bryce Mackasey, PLC
6. 1977¹-1984 — Pierre Raymond Savard, PLC
7. 1984-1993 — Gilbert Chartrand, PC
8. 1993-1997 — Raymond Lavigne, PLC (député jusqu'en 2002)

Voir Jeanne-Le Ber
- PC  = Parti progressiste-conservateur
- PLC = Parti libéral du Canada
- ¹   = Élections partielles